# Mercedes-Benz O 371

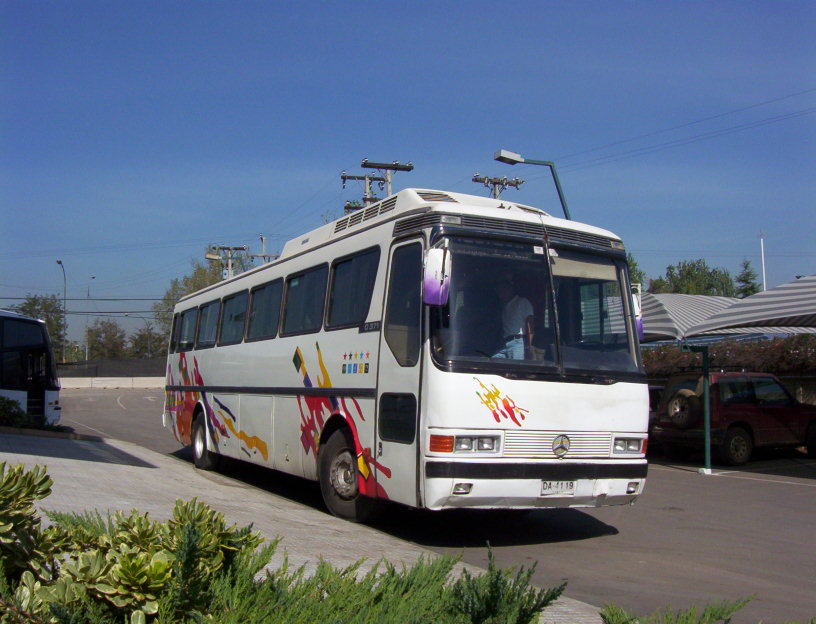
Mercedes Benz O 371 RS.

El Mercedes-Benz O 371 es un modelo de autobús de pasajeros diseñado y construido en Brasil desde 1983 hasta 1996, bajo licencia alemana de Mercedes-Benz. Reemplazo del Mercedes-Benz O 303 en América del Sur (excepto Argentina donde nunca se vendió aquel modelo), donde fue ampliamente usado. Su sucesor es el O 400.
Cuenta con tres versiones primarias: R, RS y RSD (en tres ejes, "6x2"); y dos secundarias: RSL y RSE.

## Diseño
El diseño fusiona la tradición transportista de Europa y Latinoamérica de aquella época. Ello se puede notar por la forma de la primera ventana de pasajeros, también al aumentar la distancia ente ésta y el toldo; y en los interiores, en donde se compartía una combinación de distintos tonos de marrones y anaranjados. Esta saga latinoamericana fue considerado por su diseño uno de los más "elegantes" para la época, con un parecido al del Magirus-Iveco M2000.

## Suspensión
La suspensión con la qué contaba el O 370 y O 371 en sus versiones "RS", "RSD" y "RSL" consistía en un conjunto de pulmones de aire por cada neumático qué mantenía en una presión y altura estable al andar. La versión "R" contaba con suspensión "Mixta": Pulmones y Ballesta.

## Versiones
Existen tres, que fueron muy usadas (sobre todo en México, Chile y Brasil): para servicio "Económico" u "Ordinario" (R), "Primera Clase" o "Primera Especial" ("Semi-lujo") (RS) y "Lujo" o "Clase Ejecutiva" (RSD). Cabe destacar que los autobuses se pueden hacer a pedido de la empresa transportista, con opciones, equipo estándar y diversos paquetes para la personalización y modificación a voluntad de la empresa al autobús, por lo que si en una versión normalmente usada para Lujo (RSD) se encarga a la planta como Primera clase (RS), entonces se deberá fabricar así, respetando la carrocería el chasis y las opciones para la clase de servicio del modelo. Aunado a esto, existen otras dos versiones secundarias, que en general son variaciones de la versión RS en cuanto a la longitud del chasis (y por ende, la de la carrocería): la RSL y RSE.

### Versión R
Es la primera versión. Fue concebida para el servicio Económico. Fue basada en la modificación de la versión RS, en donde se disminuye la altura de las cajuelas, las rejillas para el compartimiento del motor, la ventana de la cabina y la altura del parabrisas. Se concibió para que la empresa decidiera entre dos tipos de confort: una edición con 2 monitores de video y otra con un sanitario. Se fabricó más la primera que la segunda, debido a que la segunda era más cara y tardaba más tiempo en construirse, además de que interesaba más al pasaje el entretenimiento con los monitores.

## Modelos
Todos los modelos fabricados de la gama O 371
| Modelo                                   | Chasis  | Motor                                          | Caja de Cambios                                                                   | Eje Delantero             | Eje Trasero                                                                               | Tipo                                                                              |
| ---------------------------------------- | ------- | ---------------------------------------------- | --------------------------------------------------------------------------------- | ------------------------- | ----------------------------------------------------------------------------------------- | --------------------------------------------------------------------------------- |
| O 370, O 371                             | 364.207 | OM 355/5 A (147 kW)                            | G 3/61-5/6,1, S 6-90/6,98                                                         | VO 4/13 DL-7              | HO 4/23 D-10/41:11                                                                        | Chasis Turismo - 5850 mm                                                          |
| O 371                                    | 364.209 | OM 355/5 A (170 kW)                            | S 6-90/6,98                                                                       | VO 4/13 DL-7              | HO 4/23 D-10/41:11                                                                        | Monobloque Turismo - 5850 mm, Chasis Turismo - 5850 mm                            |
| O 371                                    | 364.272 | OM 355 LA (235 kW)                             | S 6-90/6,98                                                                       | VO 4/13 DL-7              | HO 4/01 DL-10/47:12                                                                       | -                                                                                 |
| O 370, O 371                             | 364.287 | OM 355 A (210 kW)                              | S 6-90/6,98                                                                       | VO 4/13 DL-7              | HO 4/01 DL-10/47:12                                                                       | Monobloque Turismo - 6330 mm, Chasis Turismo - 6330 mm                            |
| O 370, O 371                             | 364.298 | OM 355 LA (235 kW), OM 355 A (210 kW)          | S 6-90/6,98                                                                       | VO 4/13 DL-7              | HO 4/01 DL-10/47:12, NR 4/12 DL-6 (de arrastre)                                           | Chasis Turismo 3 ejes - 6050 + 1480 mm, Monobloco Turismo 3 ejes - 6050 + 1480 mm |
| O 373 RSD                                | 364.299 | OM 355 LA (235 kW), OM 355 A (210 kW)          | S 6-90/6,98                                                                       | VO 4/13 DL-7              | HO 4/01 DL-10/47:12, NR 4/12 DL-6 (de arrastre)                                           | Chasis Turismo 3 ejes - 6050 + 1480 mm                                            |
| O 370 ST, O 371 ST                       | 364.301 | OM 366 (100 kW)                                | G 3/60-5/7,5                                                                      | VO 4/13 D-7               | HO 4/23 D-10/43:7, HO 4/01 D-10/47:9                                                      | Urbano - 5850 mm                                                                  |
| O 371 U                                  | 364.302 | OM 366 A (125 kW)                              | MT643 (AT), G 3/61-5/6,1, G 3/60-5/7,5                                            | VO 4/13 D-7               | HO 4/23 D-10/43:7, HO 4/01 D-10/41:7                                                      | Urbano - 5850 mm                                                                  |
| O 371 UL                                 | 364.304 | OM 366 LA (155 kW) (150 kW)                    | MTB 643 (AT), S 6-90/6,98, S 5-680                                                | VO 4/13 D-7, VO 4/13 DL-7 | HO 7/01 DL-10, HO 4/01 D-10/41:7, HO 4/01 DL-10/41:7                                      | Urbano - 6330 mm                                                                  |
| O 370 ST, O 371 ST                       | 364.305 | OM 355/5 (150 kW) (143 kW)                     | G 3/61-5/6,1                                                                      | VO 4/13 D-7               | HO 4/23 D-10/42:8, HO 4/01 D-10/47:9                                                      | Urbano - 5850 mm                                                                  |
| O 370 ST, O 371 ST                       | 364.311 | M 366 G (Gas) (103 kW)                         | G 3/60-5/7,5                                                                      | VO 4/13 D-7               | HO 4/23 D-10/43:7, HO 4/01 D-10/47:9                                                      | Urbano - 5850 mm                                                                  |
| O 370 PST, O 371 PST                     | 364.355 | OM 355/5 (143 kW)                              | G 3/61-5/6,1, S 6-90/6,98                                                         | VO 4/13 DL-7              | HO 7/01 DL-10, HO 4/23 DL-10/42:8                                                         | Urbano - 6330 mm                                                                  |
| O 371 UP                                 | 364.359 | OM 355/5 A (170 kW)                            | MTB 647 (AT), S 6-90/6,98                                                         | VO 4/13 DL-7              | HO 7/01 DL-10, HO 7/01 DL-10/4,64                                                         | Chasis Urbano - 6330 mm, Urbano - 6330 mm                                         |
| O 371 R, O 400 R                         | 664.105 | OM 449 A (184 kW), OM 449 LA (224 kW) (184 kW) | S 6-90/6,98, S 6-1550/6,98, S 6-1550 (Retardador)                                 | VO 4/13 D-7, VO 4/13 DL-7 | HO 4/01 D-10/44:12, HO 4/01 D-10/40:12                                                    | Monobloco Turismo - 5850 mm                                                       |
| O 371 RS, O 371 RSE, O 400 RS, O 400 RSE | 664.126 | OM 447 LA (264 kW) (257 kW) (261 kW)           | S 6-105, S 6-1550/6,98 (Retardador), S 6-1550/6,98, S 6-1550/6,98 + ESI, S 6-1550 | VO 4/13 D-7, VO 4/13 DL-7 | HO 4/01 DL-10/47:12, HO 4/01 DL-10/44:12, HO 4/01 DL-10/40:12                             | Chasis Turismo - 6330 mm, Monobloco Turismo - 6330 mm                             |
| O 371 RSL, O 400 RSL                     | 664.188 | OM 447 LA (264 kW) (257 kW) (261 kW)           | S 6-105, S 6-1550/6,98 (Retardador), S 6-1550/6,98                                | VO 4/13 D-7, VO 4/13 DL-7 | HO 4/01 DL-10/47:12, HO 4/01 DL-10/40:12                                                  | Chasis Turismo - 7530 mm, Monobloco Turismo - 7530 mm                             |
| O 371 RSD, O 400 RSD                     | 664.198 | OM 447 LA (264 kW) (257 kW) (261 kW)           | S 6-105, S 6-1550/6,98 (Retardador), S 6-1550/6,98, S 6-1550/6,98 + ESI, S 6-1550 | VO 4/13 D-7, VO 4/13 DL-7 | HO 4/01 DL-10/47:12, HO 4/01 DL-10/44:12, HO 4/01 DL-10/40:12, NR 4/12 DL-6 (de arrastre) | Chasis Turismo 3 ejes - 7530 + 1480 mm, Monobloco Turismo 3 ejes - 7530 + 1480 mm |
| O 374 RSD                                | 664.199 | OM 447 LA (264 kW), (257 kW)                   | S 6-105, S 6-1550/6,98 (Retardador), S 6-1550/6,98, S 6-1550/6,98 + ESI, S 6-1550 | VO 4/13 D-7, VO 4/13 DL-7 | HO 4/01 DL-10/47:12, HO 4/01 DL-10/44:12, HO 4/01 DL-10/40:12, NR 4/12 DL-6 (de arrastre) | Chasis Turismo 3 ejes - 7530 + 1480 mm                                            |
| O 371 UP S&S TRANSITBUS                  | 665.003 | -                                              | -                                                                                 | VO 4/11 DL-7              | HO 7/01 DL-10/29:24                                                                       | Urbano - 7068 mm                                                                  |
| O 371 UP S&S TRANSITBUS                  | 665.008 | -                                              | -                                                                                 | VO 4/11 DL-7              | HO 7/01 DL-10/29:24                                                                       | Urbano - 7068 mm                                                                  |
| O 371 UP S&S TRANSITBUS                  | 665.009 | -                                              | -                                                                                 | VO 4/11 DL-7              | HO 7/01 DL-10/29:24                                                                       | Urbano - 7068 mm                                                                  |

## Fabricación
La gama O 371 se fabricó desde 1986 hasta 1994 en la fábrica de São Bernardo do Campo, São Paulo, Brasil. En cambio, los O 373 RSD y O 374 RSD se fabricaron desde 1991 solamente en Buenos Aires, Argentina hasta 1995 en poco número.

## Variaciones

### O 371 R
Motor OM 355/5 A
Opcionalmente Suspensión Neumática

### O 371 RS
Motor OM 355/6- A hasta 1992, OM 447 LA
Suspensión Neumática

### O 371 RSD
Motor OM 355 LA(anterior a 1992) y OM 447 LA
Con Suspensión Neumática y el eje motriz (de carga) se encuentra atrás del eje de arrastre (de apoyo o "patín"), contradiciendo el estilo de Scania, Volvo y Mercedes-Benz (Modelos de Europa)

### O 371 U
Motores OM 366, OM 366 LA, M 366 G (GNC)

### O 371 UP
Motor OM 449 A

### O 371 UL
Motor OM 449 A

## Motores

### OM 355/5
143 kW, 150 kW

### OM 355/5 A
147 kW, 170 kW

### OM 355 A
210 k

### OM 355 LA
235 kW

### OM 366
100 kW

### OM 366 A
125 kW

### OM 366 LA
150 kW, 155 kW

### OM 366 G
140 kW.
4200rpm

### OM 449 A
184 kW

### OM 449 LA
184 kW, 224 kW

### OM 447 LA
257 kW, 261 kW, 264

## En Chile
Desde 1984 fue la llegada de los primeros O 370, que se diferenciaba de sus sucesores con la falta de intermitentes en los costados, A Partir de 1986 (Fabricados en 1985) comenzaron a llegar con los intermitentes rectangulares en los costados y ya cómo O 371 venían con intermitente en el 3.º Maletero. Tramaca S.A., Tas-Choapa, Buses Ahumada, Tur-Bus, Bus Norte, Pullman Bus, Fénix Pullman Norte Ltda., Flota Barrios, Flecha Dorada, Pullman del Sur, Cruz del sur entre otras empresas fueron las que trajeron este modelo desde el O 370 hasta el O 400.

## En México
El autobús llegó a México en 1992 como parte de la liberalización de la industria que los construye. Tuvo importantes pedidos para líneas como ADO, Omnibus de México, Primera Plus, Flecha Amarilla y Enlaces Terrestres Nacionales que lo tuvieron en su flota hasta principios del siglo XXI. Se utilizó principalmente para líneas de primera clase y servicio ejecutivo, siendo el O371 el que ayudó a inaugurar este último en el transporte mexicano.

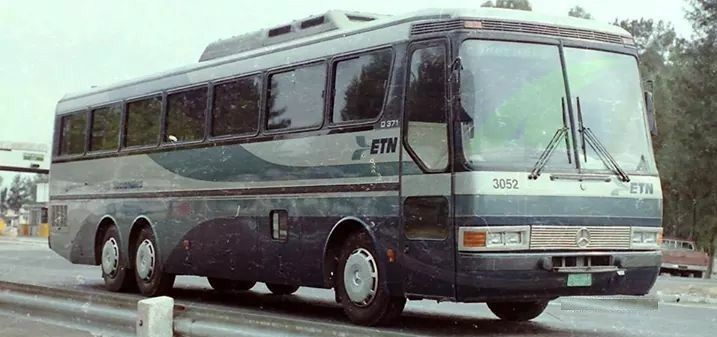
Mercedes-Benz O371 de Enlaces Terrestres Nacionales

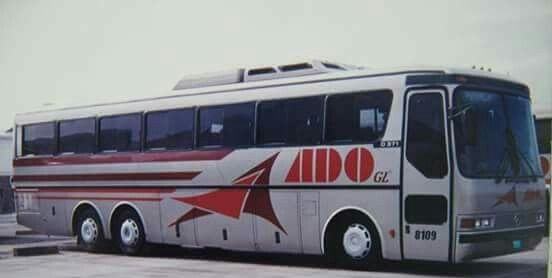
Mercedes-Benz O371 de ADO GL

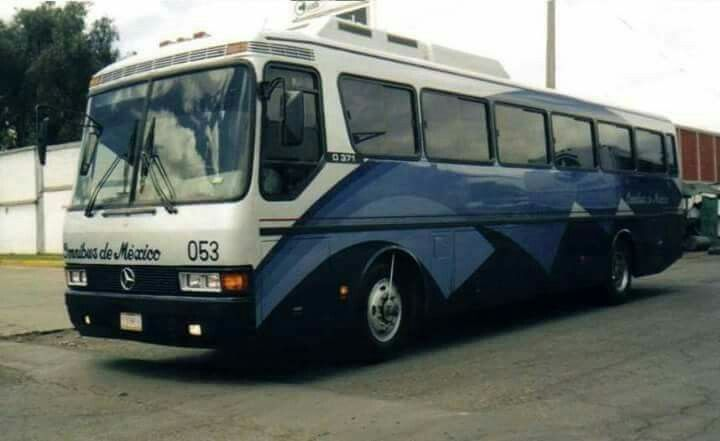
Mercedes-Benz O371 de Ómnibus de México

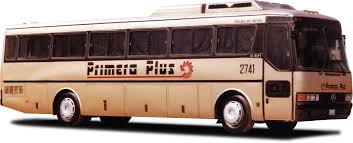
Mercedes-Benz O371 de Primera Plus